# La Voivre (Vosges)
La Voivre ist eine französische Gemeinde mit 656 Einwohnern (Stand: 1. Januar 2022) im Département Vosges in der Region Grand Est (bis 2015 Lothringen). Sie gehört zum Arrondissement Saint-Dié-des-Vosges und zum Kanton Saint-Dié-des-Vosges-1. Die Einwohner werden Veprien(ne)s genannt.

## Geografie
La Voivre liegt in den Vogesen am Fluss Meurthe, in den hier der Nebenfluss Hure mündet. 
Nachbargemeinden von La Voivre sind Étival-Clairefontaine im Nordwesten und Norden, Moyenmoutier im Norden und Nordosten, Hurbache im Osten, Saint-Dié-des-Vosges im Südosten und Süden, Saint-Michel-sur-Meurthe im Süden und Südwesten sowie Nompatelize im Westen.
Durch die Gemeinde führt die Route nationale 59.

Blick auf La Voivre

## Bevölkerungsentwicklung
| Jahr      | 1962 | 1968 | 1975 | 1982 | 1990 | 1999 | 2006 | 2012 | 2019 |
| Einwohner | 440  | 466  | 580  | 668  | 662  | 627  | 737  | 714  | 676  |

## Sehenswürdigkeiten

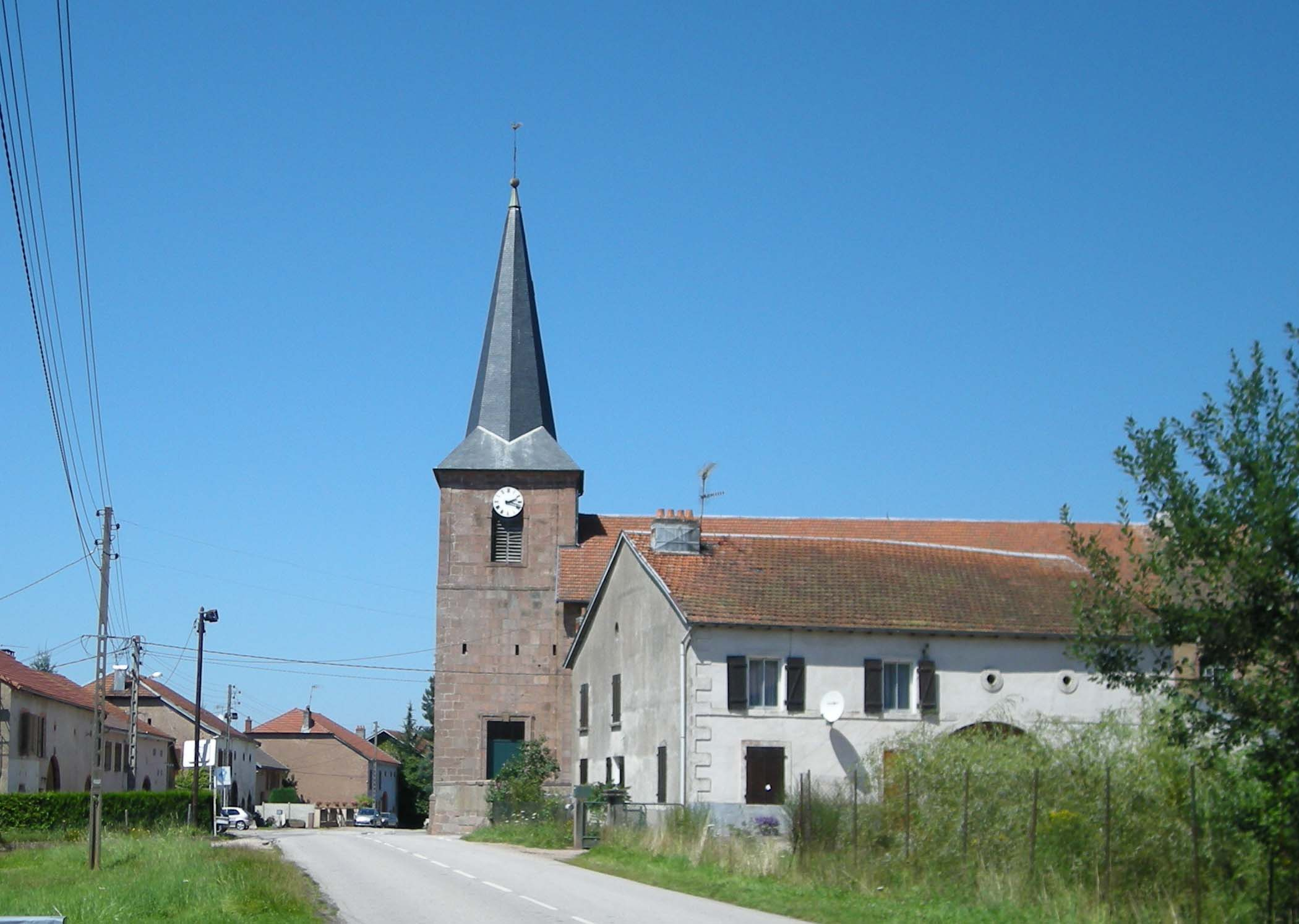
Kirche Notre-Dame de l’Assomption

- Kirche Notre-Dame de l’Assomption
- Calvaire

## Persönlichkeiten
- Jean-Baptiste Grosgeorge (1846–1902), Priester, Apostolischer Vikar in Kambodscha